# Charles A. Corcoran
Charles Allen Corcoran  (* 16. September 1914 in Laredo, Webb County, Texas; † 24. September 2013) war ein Generalleutnant der United States Army. Er war unter anderem Kommandeur der 5. Infanteriedivision.
Charles Corcoran war ein Sohn von Harry Corcoran und dessen Frau Marie McLaughlin. Er besuchte bis 1932 die Coraopolis High School in Pennsylvania. Anschließend wurde er Mitglied der Pennsylvania National Guard. Im weiteren Verlauf gelang ihm der Sprung in das Offizierskorps des US-Heeres. In der Armee durchlief er anschließend alle Offiziersränge vom Leutnant bis zum Drei-Sterne-General.
Im Lauf seiner militärischen Karriere absolvierte Corcoran verschiedene Kurse und Schulungen. Dazu gehörten unter anderem das Armed Forces Staff College und das National War College. Corcoran nahm am Zweiten Weltkrieg teil und wurde für seinen Einsatz mit einigen Orden ausgezeichnet. Details über seinen Weltkriegseinsatz sind in den Quellen aber nicht vermerkt. Corcoran wurde im weiteren Verlauf seiner militärischen Karriere auch im Koreakrieg und im Vietnamkrieg eingesetzt.
Zu seinen Positionen nach dem Zweiten Weltkrieg gehörten unter anderem das Kommando über die Artillerie der 25. Infanteriedivision in Südkorea und die Leitung der nuklearen Planungsabteilung beim SHAPE-Hauptquartier, das sich damals in der Nähe von Paris in Frankreich befand. Zwischen dem 1. November 1966 und dem 30. April 1968 kommandierte Corcoran die 5. Infanteriedivision. Diese war zunächst in Fort Carson in Colorado stationiert und wurde 1968 nach Vietnam verlegt.
Während des Vietnamkriegs kommandierte Corcoran die First Field Force. Später war er dort Stabschef im Hauptquartier der amerikanischen Bodentruppen. Corcoran war auch für einige Zeit Stabsoffizier im Heeresministerium in Washington, D.C.  Seine letzte militärische Aufgabe übte er in Hawaii als Stabschef beim damaligen United States Pacific Command aus. Im Jahr 1972 schied er aus dem aktiven Militärdienst aus.
Nach seiner Pensionierung gehörte er für einige Jahre dem Vorstand der Firma BDM in McLean in Virginia an. Zudem war er als Berater für das Heeresministerium tätig. Er verbrachte auch seinen Lebensabend in McLean, wo er sich in der dortigen katholischen Kirchengemeinde engagierte. Er starb am 24. September 2013 und wurde mit vollen militärischen Ehren auf dem amerikanischen Nationalfriedhof Arlington beigesetzt.

## Orden und Auszeichnungen
Charles Corcoran erhielt im Lauf seiner militärischen Laufbahn unter anderem folgende Auszeichnungen:
- Army Distinguished Service Medal
- Legion of Merit
- Bronze Star Medal